# ICC World Cricket League Division One 2010
Die  ICC World Cricket League Division One 2010 war die zweite Ausgabe dieses One-Day-Cricket-Wettbewerbes und fand zwischen dem 1. und 10. Juli 2010 in den Niederlanden statt. Der Wettbewerb war Teil der ICC World Cricket League 2009–14. Er diente auch als Qualifikationsturnier für die ICC Cricket World Cup Qualifier 2014 in Neuseeland. Im Finale setzte sich Irland gegen Schottland mit sechs Wickets durch.

## Teilnehmer
Teilnehmer waren die besten sechs Associate Member des ICC mit ODI-Status. Im Vergleich zu der vorherigen Ausgabe kam Afghanistan anstelle von Bermuda aufgrund des Endstands beim ICC Cricket World Cup Qualifier 2009 hinzu.

## Format
In einer Gruppenphase spielte jedes Team gegen jedes andere. Der Sieger eines Spiels bekam zwei Punkte, für ein Unentschieden oder No Result gab es einen Punkt. Die beiden Gruppenersten bestritten das Finale.

## Stadien
Die folgende Stadien wurden als Austragungsort vorgesehen
| Stadion             | Stadt      | Kapazität |
| ------------------- | ---------- | --------- |
| VRA Cricket Ground  | Amstelveen | 04.500    |
| Hazelaarweg Stadion | Rotterdam  | 03.500    |
| Sportpark Thurlede  | Schiedam   | 02.000    |
| Sportpark Westvliet | Voorburg   | 01.500    |

## Vorrunde
| Division One | Sp. | S | N | NR | P  | NRR    |
| ------------ | --- | - | - | -- | -- | ------ |
| Irland       | 5   | 5 | 0 | 0  | 10 | +0.918 |
| Schottland   | 5   | 4 | 1 | 0  | 8  | +0.178 |
| Afghanistan  | 5   | 3 | 2 | 0  | 6  | −0.105 |
| Niederlande  | 5   | 2 | 3 | 0  | 4  | +0.312 |
| Kanada       | 5   | 1 | 4 | 0  | 2  | −0.449 |
| Kenia        | 5   | 0 | 5 | 0  | 0  | −0.915 |

| 1. Juli Scorecard | Voorburg | Kanada 257-7 (50)                 | – | Afghanistan 258-4 (48.4) |
|                   |          | Afghanistan gewinnt mit 6 Wickets |   |                          |

| 1. Juli Scorecard | Rotterdam | Kenia 163 (45.3)             | – | Irland 164-3 (39.5) |
|                   |           | Irland gewinnt mit 7 Wickets |   |                     |

| 1. Juli Scorecard | Amstelveen | Niederlande 234-6 (50)          | – | Schottland 235-9 (45.5) |
|                   |            | Schottland gewinnt mit 1 Wicket |   |                         |

| 3./4. Juli Scorecard | Rotterdam | Irland 237-9 (50)          | – | Afghanistan 198 (47.1) |
|                      |           | Irland gewinnt mit 39 Runs |   |                        |

| 3. Juli Scorecard | Amstelveen | Schottland 236-4 (50)                       | – | Kanada 126-9 (26/26) |
|                   |            | Schottland gewinnt mit 69 Runs (D/L method) |   |                      |

| 3. Juli Scorecard | Voorburg | Niederlande 229 (49.2)           | – | Kenia 112 (30) |
|                   |          | Niederlande gewinnt mit 117 Runs |   |                |

| 5. Juli Scorecard | Amstelveen | Kenia 233-7 (50)                 | – | Afghanistan 234-9 (50) |
|                   |            | Afghanistan gewinnt mit 1 Wicket |   |                        |

| 5. Juli Scorecard | Voorburg | Schottland 117 (47.2)        | – | Irland 120-5 (34.2) |
|                   |          | Irland gewinnt mit 5 Wickets |   |                     |

| 5. Juli Scorecard | Rotterdam | Kanada 168 (49.1)                 | – | Niederlande 169-3 (42.4) |
|                   |           | Niederlande gewinnt mit 7 Wickets |   |                          |

| 7. Juli Scorecard | Amstelveen | Kanada 154-9 (50)            | – | Irland 155-5 (39.1) |
|                   |            | Irland gewinnt mit 5 Wickets |   |                     |

| 7. Juli Scorecard | Rotterdam | Schottland 172-8 (50)         | – | Kenia 166 (48.4) |
|                   |           | Schottland gewinnt mit 6 Runs |   |                  |

| 7. Juli Scorecard | Voorburg | Niederlande 202-8 (50)            | – | Afghanistan 203-4 (42.3) |
|                   |          | Afghanistan gewinnt mit 6 Wickets |   |                          |

| 9. Juli Scorecard | Rotterdam | Afghanistan 141 (47.1)           | – | Schottland 142-8 (43.5) |
|                   |           | Schottland gewinnt mit 2 Wickets |   |                         |

| 9. Juli Scorecard | Schiedam | Kenia 153 (45.2)             | – | Kanada 154-4 (35.5) |
|                   |          | Kanada gewinnt mit 6 Wickets |   |                     |

| 9. Juli Scorecard | Amstelveen | Irland 177 (48.2)          | – | Niederlande 138 (38.5) |
|                   |            | Irland gewinnt mit 39 Runs |   |                        |

## Platzierungsspiele

### Spiel um Platz 5
| 10. Juli Scorecard | Schiedam | Kenia 190 (50)               | – | Kanada 194-7 (49.2) |
|                    |          | Kanada gewinnt mit 3 Wickets |   |                     |

### Spiel um Platz 3
| 10. Juli Scorecard | Rotterdam | Niederlande 218-5 (50)            | – | Afghanistan 219-5 (46) |
|                    |           | Afghanistan gewinnt mit 5 Wickets |   |                        |

### Finale
| 10. Juli Scorecard | Amstelveen | Schottland 232 (48.5)        | – | Irland 233-4 (44.5) |
|                    |            | Irland gewinnt mit 6 Wickets |   |                     |